# Choi Gwang-hyeon
Pour les articles homonymes, voir Choi.
Dans ce nom coréen, le nom de famille, Choi, précède le nom personnel.
Choi Gwang-hyeon, né le 16 avril 1986, est un judoka sud-coréen évoluant dans la catégorie des moins de 60 kg (poids super-légers). Il est notamment double champion d'Asie dans cette catégorie.

## Palmarès
| Année | Compétition                 | Lieu      | Résultat | Catégorie      |
| ----- | --------------------------- | --------- | -------- | -------------- |
| 2009  | Championnats d'Asie de judo | Taipei    | 3e       | Moins de 60 kg |
| 2011  | Championnats d'Asie de judo | Abou Dabi | 1er      | Moins de 60 kg |
| 2012  | Championnats d'Asie de judo | Tachkent  | 1er      | Moins de 60 kg |